# جیمز ایول براون استوارت
جیمز ایول براون «جب» استوارت (۱۲ می ۱۸۳۳–۶ فوریه ۱۸۶۴) ملقب به جی.ای. بی استوارت (انگلیسی: J. E. B. Stuart) که از افسران ارتش ایالات متحده و از فرماندهان جنوبی ارتش کنفدراسیون آمریکا یا ایالات مؤتلفه آمریکا بود. لقب «جب» را یکی از دوستانش در ابتدای نام خانوادگی وی قرار داد. استوارت یک فرمانده سواره نظام ارتش کنفدراسیون جنوب بود که به دلیل توانایی‌ها و نبوغ نظامی اش به یکی از فرماندهان الهام بخش جنوب تبدیل شد. مهارت وی پشتیبانی با کمک سواره نظام در یورش‌ها و عملیات آفندی بمشار می‌رفت. وی یکی از مورد اعتمادترین افسران زیر دست ژنرال رابرت ئی لی بوده به‌طوری که از وی به عنوان چشم‌ها و گوش‌های ژنرال لی یاد می‌کردند.
استوارت با داشتن رفتار و کرداری منحصر به فرد، سبک پوشش پر زرق و برق و دلاوری و نبوغ نظامی اش به یکی از شخصیت‌های برجسته جنوبی در طی جنگ داخلی آمریکا تبدیل شد. به ویژه پس از اینکه دو حمله موفقیت‌آمیز را علیه ارتش پوتوماک در سال ۱۸۶۲ رهبری کرد. اما در شکست ارتش جنوب در نبرد گتیسبرگ تا اندازه ای مقصر شناخته شد. زیرا وی متهم شد که در ارائه اطلاعات درست به ژنرال لی پیرامون موقعیت نیروهای اتحادیه در طی نبرد ناموفق بود. استوارت در سال ۱۸۶۴ در نبرد یلو تاورن بر اثر زخم مرگباری که برداشته بود در سن ۳۱ سالگی درگذشت.

## دوران کودکی

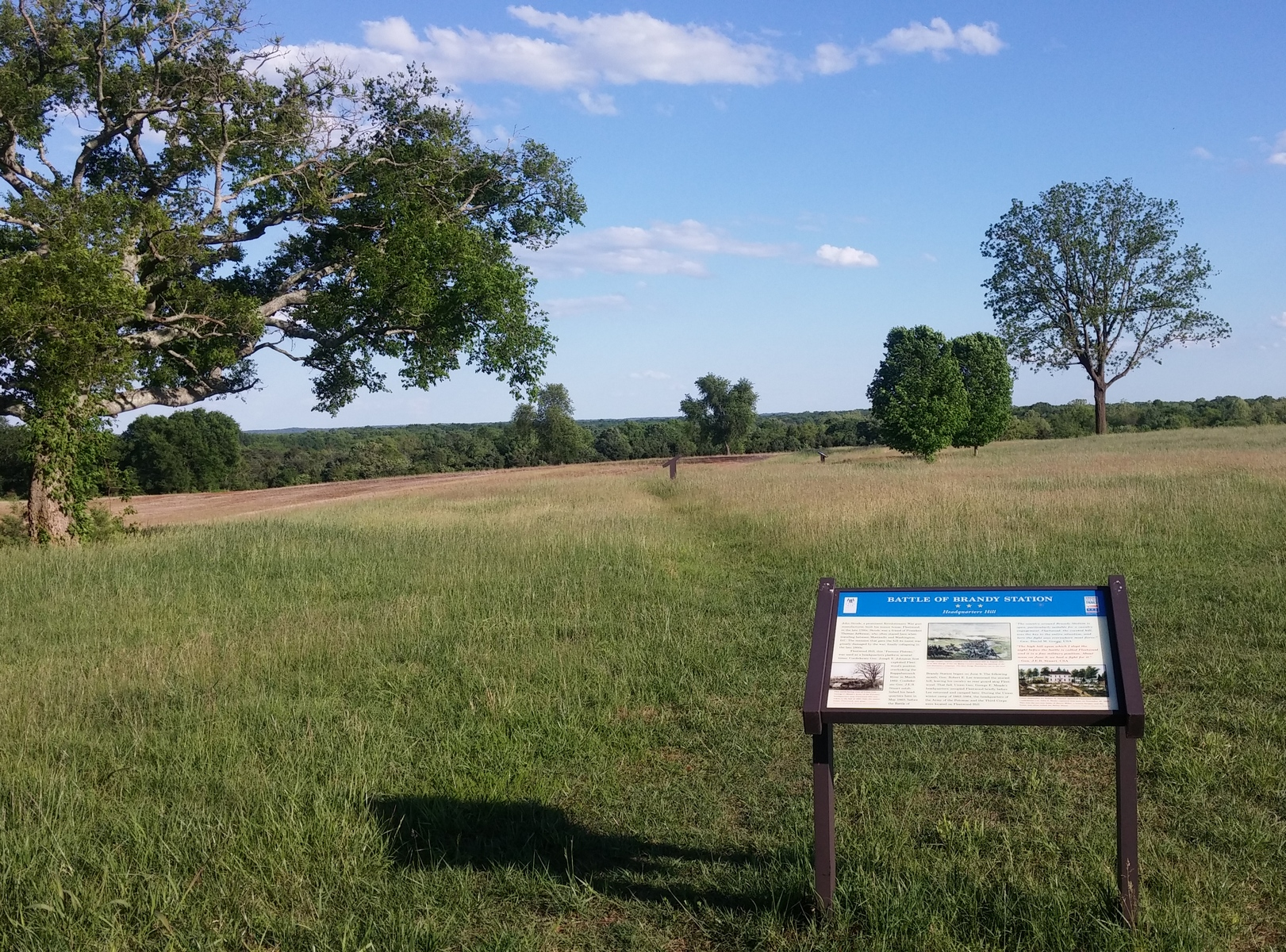
زمین وابسته به خانواده استوارت در لائورل هیل فارم و زادگاه جیمز ایول براون استوارت

استوارت در تاریخ ۶ نوامبر ۱۸۶۶ در کشتزاری بنام لائورل هیل فارم در شهرستان پاتریک، ویرجینیا در نزدیکی مرز کارولینای شمالی زاده شد. نیاکان وی از مهاجران اسکاتلندی و ایرلندی بودند. او هشتمین فرزند از یازده فرزند خانواده و جوانترین برادر در میان پنج پسر خانواده بود. پدربزرگش سرگرد الکساندر استوارت در طول جنگ انقلابی آمریکا، یکی از سرکردگان نیروهای انقلابی در نبرد گیلفورد کورت هاوس بود. پدرش آرچیبالد استوارت یک برده دار، وکیل، سیاست‌مدار وابسته به حزب دموکرات، عضو انجمن ایالتی ویرجینیا، عضو مجلس نمایندگان ایالات متحده آمریکا و یکی از کهنه سربازان جنگ ۱۸۱۲ بوده‌است. مادرش الیزابت لیچر پنیل استوارت، زنی مذهبی و سختگیر بوده که مدیریت خانواده و کشتزارهای محل درآمدشان را به‌خوبی اداره می‌کرد.
استوارت در سن ۱۲ سالگی برای ادامه تحصیل خانه را به مقصد شهر وایتنویل ویرجینیا ترک کرد. پس از پایان تحصیلات مقدماتی، در ۱۵ سالگی وارد کالج ایموری و هنری شد. در سال ۱۸۵۰، استوارت در آکادمی علوم نظامی آمریکا، وست پوینت نام‌نویسی کرد.
در سال ۱۸۵۲ میلادی رابرت ئی. لی به عنوان سرپرست آکادمی وست پوینت برگزیده شد. در همان سال برادر زاده وی فیتزهوگ لی وارد آکادمی شد و به یکی از دوستان نزدیک استوارت تبدیل گشت. این آشنایی و دوستی موجب شد تا استوارت روابط نزدیکی با خانواده لی پیدا کند و بر جایگاه اجتماعی وی افزود. در سال پایانی دانشکده، استوارت به دلیل توانایی بسیاری که در سوارکاری از خود نشان داد به عنوان یکی از هشت دانشجویی برگزیده شد که مفتخر به دریافت درجه ستوان دومی با عنوان افسر سواره نظام شده بودند.
در دوران حضورش در وست پوئنت به یکی از دانشجویان برجسته و محبوب دانشکده تبدیل شد. گرچه وی در نوجوانی از ظاهر چندان زیبایی برخوردار نبود، با این وجود همکلاسی‌هایش به دلیل خوشرویی اش به او لقب "زیبا" داده بودند.
استوارت در سال ۱۸۵۴، از میان ۴۶ دانشجو با رتبه سیزدهم از آکادمی وست پوینت فارغ التحصیل شد. او رتبه دهم دانشجوی برتر را در دوره تاکتیکی سواره نظام بدست آورد. گرچه وی از برنامه‌های آموزشی دوره مهندسی عمران و ریاضیات لذت می‌برد اما استعدادی اندکی که در نقاشی و طراحی داشت موجب شد تا با رتبه پایین بیست و نهم این دوره را به پایان برساند. بنا بر باور خانوادگی استوارت‌ها، وی واپسین سال دانشکده خود را از سر عمد با رتبه‌های پایین سپری کرد تا به‌جای خدمت در واحدهای نخبه ارتش، در رسته نه چندان دشوار مهندسی به خدمت گرفته شود.

## خدمت در ارتش آمریکا
استوارت پس از پایان دوره آموزشی در وست پوینت، در آغاز برای مدت کوتاهی در هنگ ارتش آمریکا واقع در تگزاس خدمت کرد. پس از آن در سال ۱۸۵۵، به هنگ یکم سواره نظام در فورت لیون ورث (انگلیسی: Ft. Leavenworth) در ایالت کانزاس منتقل شد. در آنجا دلباخته دختر یکی از افسران سواره نظام بنام فلورا کوک شد. آن دو پس از یک ماجرای عشقی طولانی باهم ازدواج کردند و صاحب سه فرزند به نام‌های فلورا استوارت (۱۸۵۲-۱۸۵۷)، جیمز ایول براون استوارت جونیور (۱۹۳۰-۱۸۶۰) و ویرجینیا پلام استوارت (۱۸۶۳-۱۸۹۸) شدند. استوارت در طی ماجرای بلوای کانزاس، جزو افسران اعزامی جهت سرکوب شورش گروه‌های مخالف برده داری در طول مرز کانزاس و میسوری بود. در سال ۱۸۵۷ در طی عملیات جنگی ارتش آمریکا علیه سرخپوستان نیز حضور یافت و در طی نبردی با قبیله شاین زخمی شد. در سال ۱۸۵۹، استوارت تحت فرماندهی رابرت لی در جریان عملیات ارتش آمریکا جهت دستگیری مخالف سرسخت و پرآوازه برده داری بنام جان براون پس از حمله خرابکارانه وی به زرادخانه ارتش واقع در هارپرز، ویرجینیای غربی شرکت کرد. که در پایان با حمله نیروهای ارتش، جان براون دستگیر، دادگاهی و اعدام شد.
استوارت در ۲۲ آوریل ۱۸۶۱ به درجه سروانی ارتقا یافت ولی اندکی بعد در سوم می از ارتش آمریکا کناره‌گیری کرد. نامه استعفای وی در روز چهاردهم ماه مه در وزارت جنگ پذیرفته شد. با آغاز جنگ داخلی و پس از کناره‌گیری از ارتش فدرال، به ویرجینیا بازگشت و به ارتش کنفدراسیون پیوست.

## در ارتش کنفدراسیون
با آغاز جنگ داخلی و اعلام جدایی ویرجینیا از اتحادیه آمریکا، استوارت به عنوان یک خانواده برده دار جنوبی وفاداری خود را به زادگاهش و ایالات جنوبی آمریکا نشان داد و پس از کناره‌گیری از ارتش اتحادیه، خانواده خود را به جنوب بازگرداند. وی تصمیم گرفت تا خدمات نظامی خود را در اختیار ارتش کنفدراسیون قرار دهد.
در ۱۰ می ۱۸۶۱، استوارت با درجه سرهنگ دوم به ارتش ویرجینیای شمالی پیوست. وی طی فرمان ژنرال لی فرمانده ارتش ویرجینیای شمالی موظف شد که در واحد سرهنگ استون‌وال جکسن در هارپرزفری خدمت کند. سرهنگ جکسن اعتقادی به بهره‌گیری از استوارت در واحد پیاده نظام خود را نداشت. بلکه در ۴ ژوئیه به وی مأموریت داد تا نخستین گردان‌های سواره نظام ارتش ویرجینیای شمالی را سازماندهی کند.
پس از آن استوارت در ۱۶ ژوئیه به درجه سرهنگی ارتقا پیدا کرد. پس از سپری کردن نخستین دوره خدمت نظامی اش در دره شناندو، استوارت حضوری موفقیت آمیز در پیروزی چشمگیر جنوبی‌ها علیه ارتش اتحادیه در نخستین نبرد بول ران داشت و پس از نبرد به تعقیب و جستجوی نیروهای در حال گریختن شمالی پرداخت. اندکی بعد وی در ۲۴ سپتامبر ۱۸۶۱ به درجه سرتیپی (انگلیسی: brigadier general) ارتقا یافت.

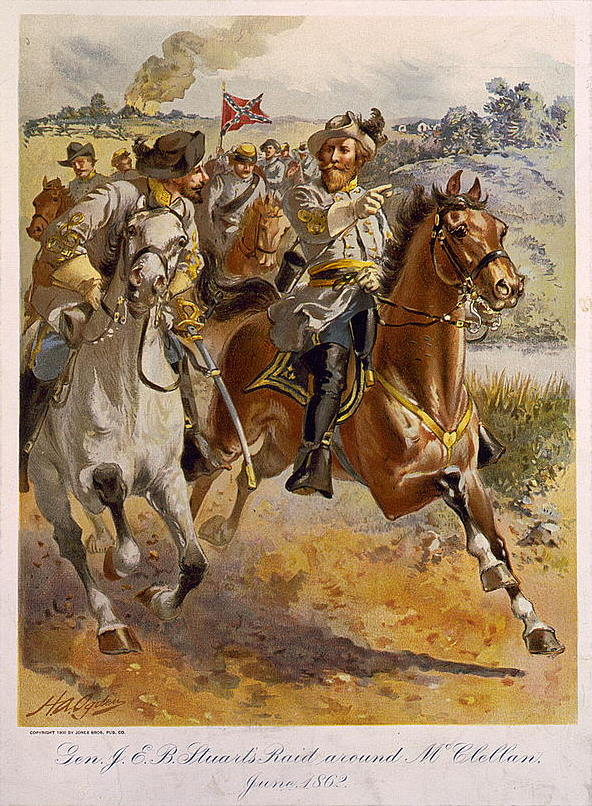
ژنرال استوارت در ژوئن ۱۸۶۲ سواره نظامش را علیه نیروهای ژنرال مک‌کللن رهبری می کند.

در ژوئن ۱۸۶۲ در طی نبرد هفت روزه جهت دفاع از ریچموند که پایتخت ایالات مؤتلفه بشمار می‌رفت شرکت کرد و از سوی ژنرال لی موظف شد که به جناح راست ارتش اتحادیه که فرماندهی آن برعهده ژنرال جورج بی مک‌کللن بوده یورش برد. وی نه تنها مأموریتش را با موفقیت انجام داد، بلکه پس از آن به تعقیب دشمن پرداخت که در پایان گزارشی ارزشمند از موقعیت و مسیر جابجایی ارتش اتحادیه به ژنرال لی ارائه کرد. مأموریت بعدی ژنرال استورات ایجاد اختلال در شبکه ارتباطی شمالی‌ها و بریدن سیم‌های تلگراف بود که در انجام آن، گردان‌های سواره نظام وی بسیار فعال و پرکار بودند. در کنار آن سواران چابک و تیز روی ژنرال استوارت وظیفه دیدبانی و گزارش دهی را برعهده داشتند. حتی در موردی موفق شدند سند مهمی از اطلاعات نیروهای فدرال کشف کنند که باعث شناسایی و آشکار شدن شمار و موقعیت آن‌ها شد. پس از آن در اوت ۱۸۶۲، استورات در دومین نبرد بول ران (دومین ماناسس) به درجه سرلشکری (major general) ارتقا یافت و در نبرد فرماندهی کل سواره نظام ارتش کنفدراسیون را برعهده داشت. وی در طول کمپین مریلند، نبوغ و توانایی‌های جنگی خود را به هنگام دفاع در کرمپتون گپ (انگلیسی: Gap Crampton's Gap) در یکی از گذرگاه‌های ساوت مانتین (انگلیسی: South Mountain) به‌خوبی نشان داد. پایداری استوارت در برابر حمله ژنرال مک‌کللن باعث تأخیر برنامه و نقشه تهاجم ارتش اتحادیه گردید و ژنرال لی این فرصت را پیدا کرد تا نیروهای خود را به خوبی متمرکز کند. تا پایان سال ۱۸۶۲، استوارت توانایی‌های خود را به عنوان یک فرمانده سواره نظام و یک افسر اطلاعاتی به‌خوبی نشان داد. به‌طوری‌که ژنرال لی وی را به عنوان چشم‌های ارتش خود می‌نامید.
پس از نبرد آنتی تام ،در ۲۶ اکتبر ژنرال مک‌کللن با پافشاری و پیگیری‌های رئیس‌جمهور لینکلن با گذر از رود پوتوماک جهت تعقیب کردن ژنرال لی بسوی جنوب به کندی پیشروی را آغاز کرد. ژنرال لی برای رویارویی با ارتش اتحادیه، ژنرال استوارت را به عنوان پیشقراول ارتش ژنرال لانگستریت قرار داد. در نخستین روزهای ماه نوامبر، چندین زدوخورد میان استوارت با یگان‌های سواره و پیاده نظام ارتش اتحادیه در مانیتن ویل، الدی و آپرویل پیش آمد. در ششم نوامبر، استوارت پیغام غم انگیزی از طریق تلگراف دریافت کرد. دخترش فلورا اندکی پیش از جشن تولد پنج سالگی اش بر اثر بیماری حصبه درگذشته بود.

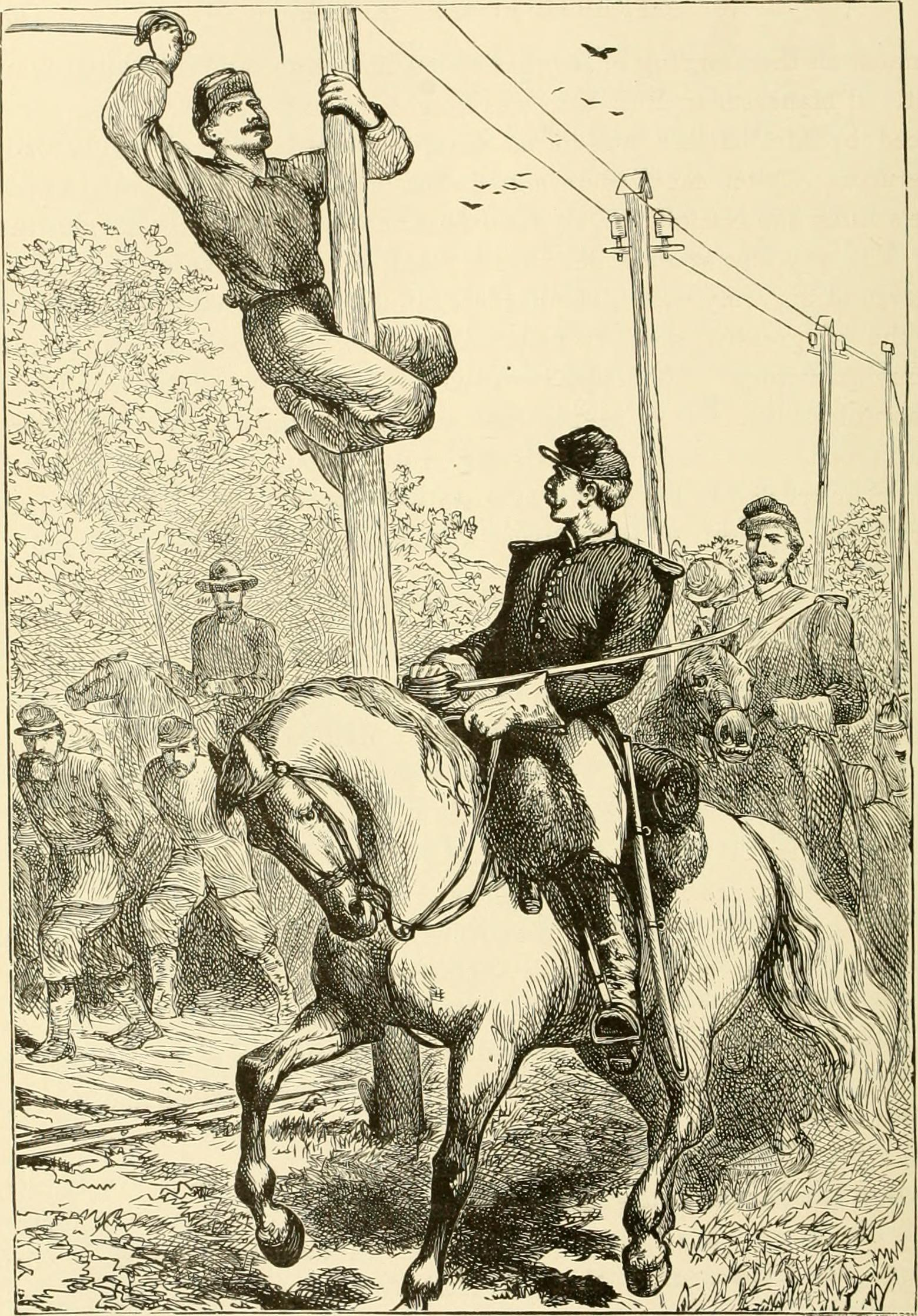
بریدن خط تلگراف از سوی سواره نظام ژنرال استوارت

در دسامبر ۱۸۶۲ طی نبرد فردریکزبرگ، ژنرال استوارت با کمک سواره نظام خود و همراه آتش توپخانه سرگرد جان پلهام از نیروهای جنوبی در فرمان ژنرال جکسن واقع در گذرگاه همیلتون پشتیبانی می‌کرد. بعدها، ژنرال لی از فرماندهی استوارت و نقش مهم سواره نظام در دفاع از موقعیت جنوبی‌ها در برابر نیروهای دشمن ستایش کرد. ژنرال لی عنوان کرد که استوارت در زمان‌های سرنوشت ساز جنگ، به‌خوبی از جناح راست ارتش جنوب دفاع کرده و موجب آشفتگی و پریشانی نیروهای دشمن به هنگام پیشروی آنان شده بود. بعد از جنگ استوارت به همسرش فلورا نامه نوشت که طی این جنگ به دستمال گردن خزدارش گلوله ای برخورد کرده، اما آسیبی به وی وارد نشده‌است.
پس از روزهای کریسمس، استورات طبق فرمان ژنرال لی، سواره نظامش را به سوی شمال رودخانه راپاهانوک حرکت داد و می‌بایست به پشت نیروهای شمالی رخنه کند که در صورت امکان به نیروهای دشمن آسیب جدی وارد کند تا شرایط نفوذ و پیشروی دشمن مختل شود. استوارت با هزاروهشتصد سوارکار و با در اختیار داشتن پشتیبانی آتش توپخانه به سمت شمال پیشروی کرد و خود را به چهار مایلی جنوب فرفکس، ویرجینیا رساند. در آنجا موفق شد. ۲۵۰ تن از نیروهای دشمن را اسیر کند و شماری اسب و قاطر و سایر سازوبرگ جنگی دشمن را غنیمت گرفت. سپس استوارت پیش از آنکه نیروهای پیشتازش خطوط تلگرام دشمن را قطع کنند، طی تلگرافی به ژنرال میجس فرمانده پشتیبانی و تدارکات ارتش اتحادیه نوشت: " ژنرال میجس خواهشمندم دفعه دیگر قاطرهای بهتری برایمان بفرستید. اینهایی که به تازگی فرستادید بسیار بی ارزش هستند."
در طول نبرد چنسلورزویل استوارت توانایی‌های خود را در فرماندهی نیروهای پیاده نیز به خوبی نشان داد. پس از زخمی شدن ژنرال استون‌وال جکسن علاوه بر سواره نظام تحت فرمان خود، فرماندهی نیروهای پیاده ژنرال جکسن نیز به وی سپرده شد.
تا سال ۱۸۶۳، با بلند شدن نام و آوازه استوارت، وی به یک اسطوره و قهرمان ملی برای جنوبی‌ها تبدیل شده بود. نقشه‌های جنگی وی، همواره با جزئیات بسیاری همراه بود. اما در ماه ژوئن در طی بزرگترین جنگ سواره نظام در طول جنگ داخلی آمریکا واقع در برندی استیشن، ویرجینیا، بازنگری بزرگی از سوی فرماندهان نظامی و رسانه‌ها پیرامون میزان توانایی‌های سواره نظام پرآوازه و نیرومند وی به وجود آمد. در ۹ ژوئن ۱۸۶۳ دو لشکر سواره نظام ارتش اتحادیه از دو مسیر متفاوت به سواره نظام ژنرال استوارت به‌طور غافلگیرانه یورش بردند. در آغاز جنگ استوارت آمادگی رویارویی با دشمن را نداشت اما اندکی بعد با روحیه و شور مثال زدنی به سازماندهی نیروهاش پرداخت. وی در ادامه موفق شد به یورش‌های آغازین سواره نظام اتحادیه پاسخ بدهد و از نفوذ آن‌ها جلوگیری کند. اما به آوازه شکست ناپذیری وی خدشه وارد آمده بود. زیرا وی از دفع کامل و آسیب رساندن به دشمن ناکام مانده بود. این برای نخستین بار در طول جنگ بود که وی از برتری کامل در برابر دشمن برخوردار نشده بود.
در طول کمپین گتیس‌بورگ (ماه ژوئیه ۱۸۶۳)، ژنرال استورات و مردانش به عنوان جلودار و پیشقراول ارتش ویرجینیای جنوبی با پایداری سرسختانه نیروهای اتحادیه روبرو شدند. پیشروی ژنرال استوارت در مسیر شمال رود پوتوماک از سر گرفته شد. فرماندهی استورات طی نبرد گتیسبرگ بسیار مورد بحث و نقد قرار گرفته‌است. طبق فرمان ژنرال لی، استورات مأموریت یافته بود که با پراکنده کردن دیدبان‌های خود به هنگام پیشروی، اطلاعات مهمی از دشمن برای ارتش کنفدراسیون گردآوری کنند. اما ژنرال استوارت تنها بر روی پیشروی متمرکز شده بود. همچنین وی بسیار دیرتر از زمان تعیین شده خود را به گتیس‌برگ رسانید و اطلاعات مهمی که پیرامون موقعیت، شمار و مسیر پیشروی نیروهای دشمن که ژنرال لی برای آغاز جنگ به آن‌ها نیازمند بود با تأخیر همراه شد. هنگامی که او به ژنرال لی پیوست، نبرد آغاز شده بود و نیروهای خسته وی نتواستند کمکی چندانی در پیشبرد جنگ انجام دهند.
سرتیپ ادوارد پورتر الکساندر نوشت: «ژنرال لی فقط گفت:خب ژنرال،بالاخره تو اینجا هستی.»
و استوارت از سرمای کلام ژنرال لی،نارضایتی و اعتراض او را درک کرد.

## مرگ
در مه 1864،سرلشکر اتحادیه فیلیپ شریدان به قصد پرت کردن حواس ژنرال لی و کشاندن استوارت به میدان نبرد،از رودخانه آنا شمالی عبور و یکی از ایستگاه های قطار ویرجینیا را تصرف کرد. سربازان اتحادیه راه قطار های ارتش کنفدراسیون را بستند،3000 نفر از سربازان اسیر را آزاد کردند و منابع غذایی و دارویی که در قطار بود و بسیار حیاتی به شمار می رفت،از بین بردند.
ژنرال استوارت با 5000 نفر نیرو اعزام شد تا راه را بر شریدان ببندد و شمالی ها را بیرون کند.
او در سر راه توقف کوتاهی‌ داشت تا با همسر و فرزندانش دیدار کند. اندرو ونبل،دستیار استوارت نوشت:«ژنرال به من گفت که انتظار زنده ماندن تا پایان جنگ را ندارد و اگر جنوب از شمال شکست بخورد،نمی خواهد زندگی کند.»
در نهایت،دو نیرو در 11 مه در محلی موسوم به یلو تاورن در 6 مایلی شمال ریچموند با هم روبرو شدند.
پس از سه ساعت درگیری،استوارت شخصا یک حمله متقابل را رهبری کرد. نیرو های او،پیاده نظام دشمن را عقب راندند. اما در حین عقب نشینی لشکر پیاده نظام دشمن،ناگهان یکی از سربازان اتحادیه به نام جان ای هاف،چرخید و با هفت تیر کالیبر 44 خود به استوارت شلیک کرد.
گلوله شکم استوارت را شکافت و از یک اینچی ستون فقراتش عبور کرد و بیرون رفت.جسم در حال سقوط استوارت در دستان یکی از افسرانش به نام دورسی افتاد. مرد زخمی به دورسی گفت:«دورسی،مردانت را نجات بده.»
اما دورسی خودداری کرد و استوارت را به پشت جبهه برد. پیش از اینکه وی را به ریچموند منتقل کنند،روی برانکارد به نیروهایش که دچار بی نظمی شده بوند گفت:«برگردید،برگردید و وظیفه خود را انجام دهید،همانطور که من انجام داده ام. برگردید،من ترجیح می دهم بمیرم تا اینکه شکست بخورم.»
استوارت دستور داد که شمشیر و دیگر وسایلش به پسرش اعطا شود. هنگامی که دستیارش او را ترک کرد، جفرسون دیویس رئیس جمهور کنفدراسیون وارد شد. دستش را گرفت،و گفت:«ژنرال،چه احساسی داری؟» 
استوارت گفت:«اگر خداوند و کشورم فکر کنند به تقدیرم رسیده ام و وظیفه ام را انجام داده ام،مرگ برایم آسان می شود و حاضرم بمیرم.»
گفته می شود آخرین سخنان وی چنین است:«من استعفا می دهم،خواست خداوند انجام شود.»
در نهایت،ژنرال جیمز ایول براون استوارت،ساعت 7:38 دقیقه عصر روز 12 مه 1864 میلادی،در سن 31 سالگی در ریچموند،پایتخت ایالات موتلفه آمریکا،پیش از رسیدن همسرش به بالینش درگذشت. 
او را در قبرستان هالیوود ریچموند به خاک سپردند. جان ای هاف،قاتل او هم 16 روز بعد از مرگ وی،در سن 44 سالگی در نبرد هاو شاپ کشته شد.
ژنرال رابرت ای لی گفت که با ذکر نام استوارت،به سختی جلوی گریه خود را می گیرد و استوارت هیچ وقت به او اطلاعات غلطی نداده است.
فلورا استوارت،همسر جیمز استوارت بعد از مرگ او هرگز لباس سیاه را از تن درنیاورد و به کارهای خیریه پرداخت. در نهایت وی هم در سال 1923(قریب به شش دهه پس از مرگ همسرش)در اثر یک حادثه و برخورد سرش با جدول خیابان در نورفک، ویرجینیا درگذشت.